# Chingford
Chingford là một quận ở đông bắc Luân Đôn, Anh, phía tây giáp với Enfield, phía bắc giáp Essex, phía đông giáp Woodford và phía nam giáp Walthamstow. Nó nằm cách 10 dặm (16,1 km) về phía đông bắc Charing Cross và tạo thành một phần của Khu Waltham Forest của Luân Đôn. Một số danh lam thắng cảnh ở phía tây là đài phun nước William Girling và King George V, cùng với đài phun nước Chingford và sông River.